# Yūko Ogura
Pour les articles homonymes, voir Ogura.
Yūko Ogura (小倉優子, Ogura Yūko, née le 1er novembre 1983 à Mobara, Chiba, Japon) est une chanteuse, actrice et modèle, (ex-) idole japonaise ayant débuté en 2001, aussi connue sous le surnom Yūkorin. Elle est connue en occident pour avoir chanté deux génériques pour les séries anime School Rumble et Keroro, mission Titar.

## Discographie

### Singles
- 2002 : Uki-Uki Rinko da pū (ウキウキりんこだプー?)
- 2004 : Koi no Shubiduba (恋のシュビドゥバ?)
- 2004 : Eien Loverin (∂▽＜)/ (永遠ラブリン(∂▽＜)/?)
- 2004 : School Rumble
- 2007 : Keroro, mission Titar
- 2008 : Suki ☆ Melo (スキ☆メロ?)

### Album
- Frui Chu ♥ Tarte (2004)

## Participation à des émissions de télévision
- Sanma no Super Karakuri TV